# Ambasada Egiptu w Polsce
Ambasada Egiptu w Polsce, Ambasada Arabskiej Republiki Egiptu (arab. سفارة جمهورية مصر العربية في وارسو) – egipska placówka dyplomatyczna znajdująca się w Warszawie przy ul. Wiertniczej 154.

## Podział organizacyjny
W skład przedstawicielstwa wchodzi Biuro Handlowe przy ul. Bagno 2.

## Siedziba

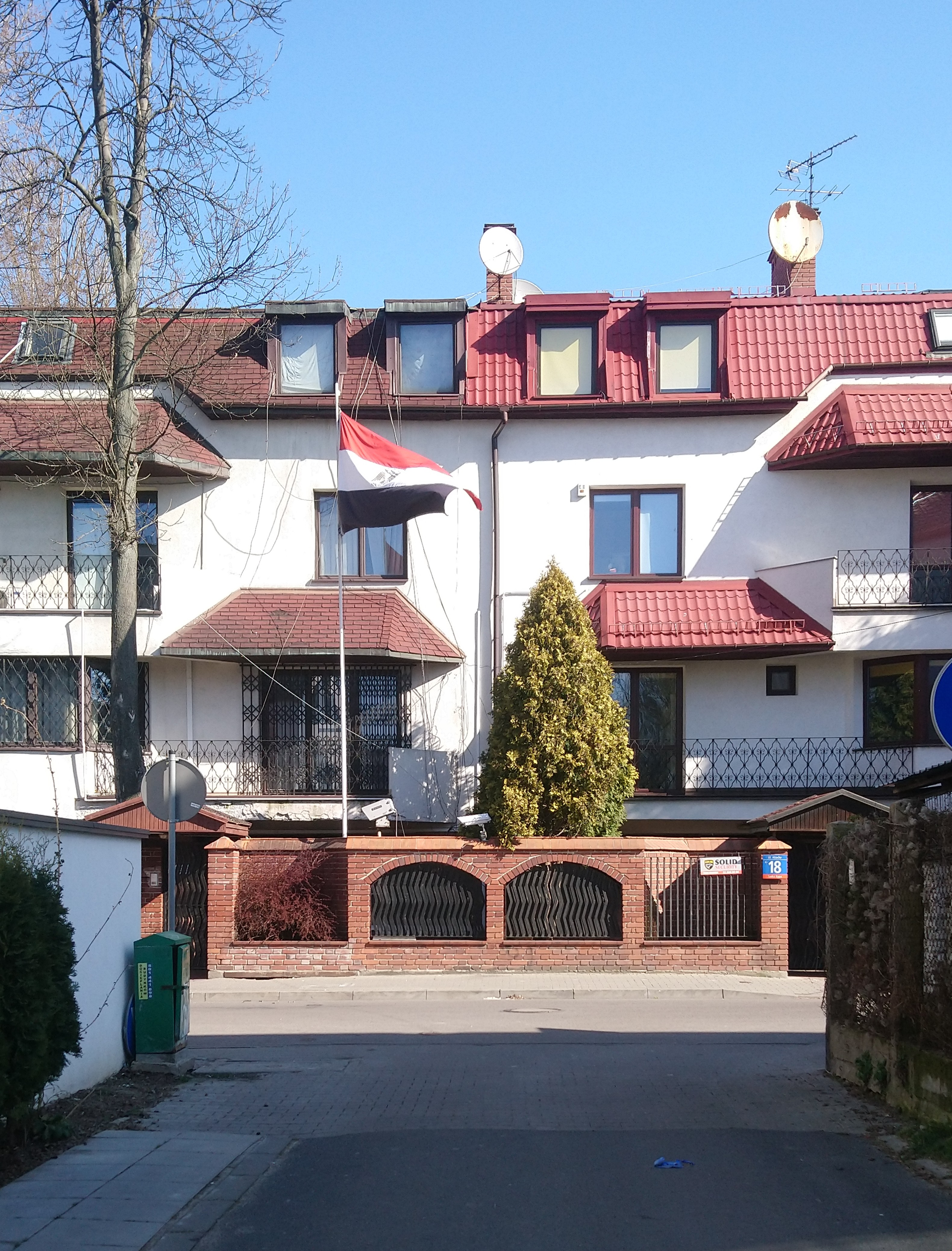
Była siedziba ambasady Egiptu przy ul. Alzackiej 18 (1993-2024)

Stosunki dyplomatyczne pomiędzy obydwoma państwami nawiązano w 1927. Początkowo interesy tego kraju w Polsce reprezentowało poselstwo w Berlinie (1930), np. przy Tiergartenstrasse 18b (1933). W Warszawie swoje poselstwo Egipt otworzył w 1936. W latach 1938–1939 mieściło się przy ul. Piusa XI 1 b.
Po II wojnie światowej poselstwo Egiptu w Warszawie wznowiło swoją działalność w 1946, początkowo z siedzibą w hotelu Polonia w Al. Jerozolimskich 45. W 1956 stosunki te podniesiono do rangi ambasad. Współcześnie ambasada mieściła się przy ul. Polnej 24 (1954-1957), w al. Wyzwolenia 8-10 (1958-1961), al. Wyzwolenia 6 (1962-1991), przy ul. Alzackiej 18 (1993-2024), obecnie przy ul. Wiertniczej 154 (2024-).
Biuro Informacji/Prasowe miało siedzibę przy ul. Zgoda 6 (1991-2001), Biuro Radcy Handlowego przy ul. Alzackiej 3c (2001-2013), Biuro Turystyki przy al. Niepodległości 69, rezydencja ambasadora przy ul. Wilczej 60 (1957), ul. Homera 17 (2017).